# 明日への讃歌 (アリスの曲)
「明日への讃歌」（あすへのさんか）は、アリスの2枚目のシングル。1972年7月5日に 東芝音楽工業から発売された。

## 解説
「明日への讃歌」は、1975年にリリースされたシングル「今はもうだれも」B面にも収録された。但しアレンジが大きく異なる。
本作ではストリングスが入っているが、アルバム『ALICE I』収録版はギターとパーカッションによるアンプラグドになっており、前述の1975年「今はもう誰も」B面収録アレンジはアルバム『ALICE I』収録アレンジに近く少しテンポを早めたものである。
アリスが人気グループになった後、過去のシングル作品が続々と再プレスされ店頭に並んだが、本作「明日への讃歌」だけは再プレスされなかったが、正式に再販しなかった理由は明かされていない。
2020年10月28日に、MEG-CD仕様で再発された。

## 収録曲
全作詞・作曲：谷村新司　編曲:深町純

### SIDE 1
1. 明日への讃歌

### SIDE 2
1. あなたのために

## 収録アルバム
| 曲名         | 収録アルバム | 発売日       | 備考                      |
| ------------ | ------------ | ------------ | ------------------------- |
| 明日への讃歌 | 『ALICE I』  | 1972年9月5日 | 1stオリジナル・アルバム。 |